# Нуэва Кадис

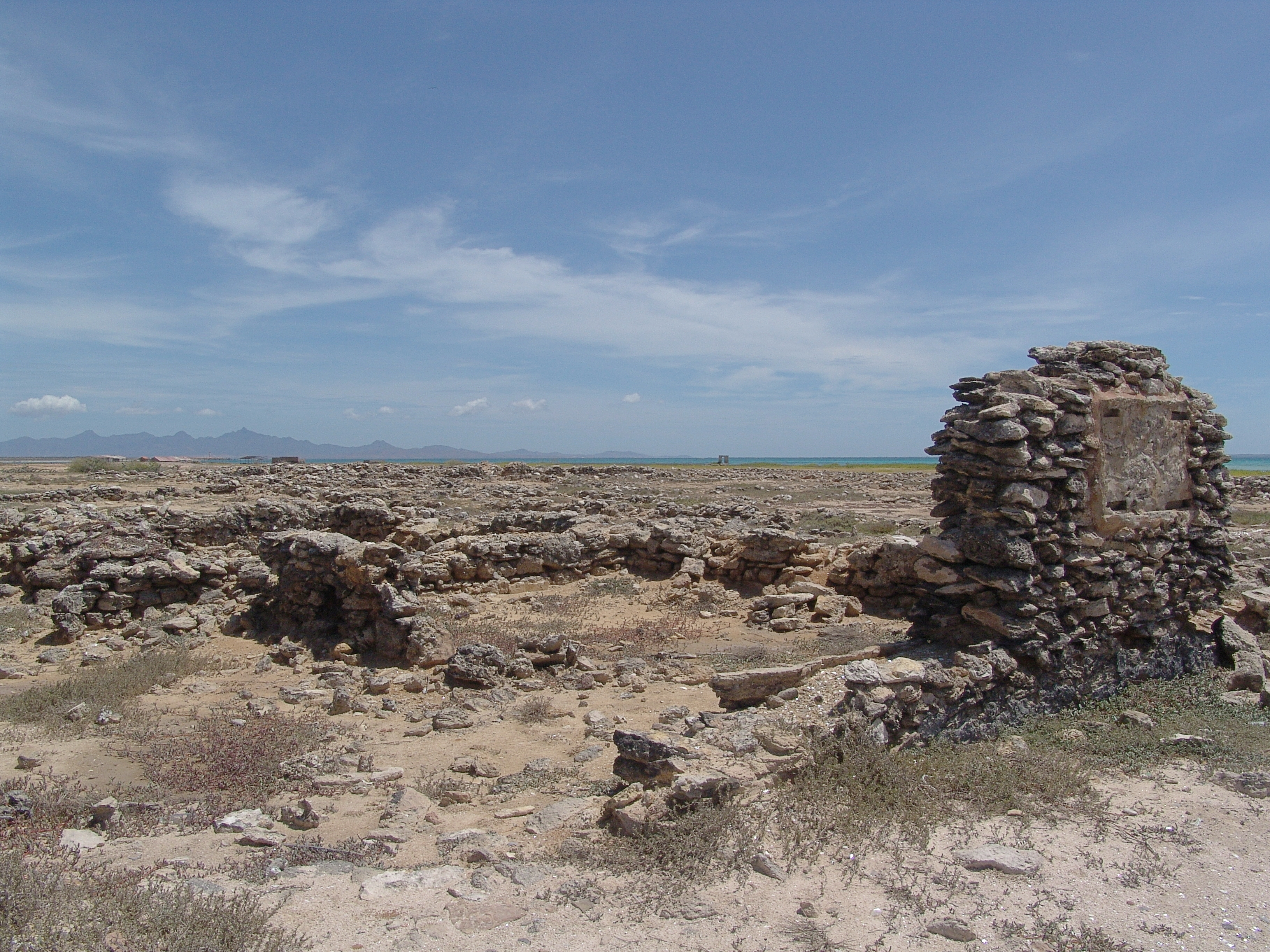
Руины поселения

Нуэва Кадис — место археологических раскопок, в прошлом портовый город на острове Кубагуа у побережья Венесуэлы. Основанное примерно в 1500 году, Нуэва Кадис считается один из первых поселений европейцев на американском континенте.
Начиная с 1502 года, колонисты ежегодно на 3-4 месяца прибывали на Кубагуа для ведения торговли. Стоит также отметить, что остров стал излюбленным местом ловли жемчуга. Со временем здесь выросло постоянное поселение, и в 1520 году, вскоре после восстания индейцев, население насчитывало уже более 300 человек. 12 сентября 1528 года поселение имперским указом Карла V получило статус города. Таким образом, Нуэва Кадис стал первым испанским постоянным поселением в Южной Америке.
В 1530 году в Нуэва Кадис проживало 223 европейца и 700 туземцев. На пике своего развития (около 1535 года) в городе проживало более 1500 поселенцев. Однако, вскоре, поселение стало приходить в упадок. Этому способствовало несколько причин. Первая — истощение естественной популяции раковин, как следствие массового промысла жемчуга. Вторая — открытие новых жемчужных приисков в водах вблизи полуострова Гуахира. Так, в 1539 году, на Кубагуа проживало уже чуть меньше 50 поселенцев. А после урагана 1541 года, уничтожившего большинство построек, колония вовсе была заброшена.
В 50-60-х годах XX века венесуэльский антрополог Хосе Мария Круксент занимался исследованием этих мест. Большинство находок с места раскопок хранятся в музее Нуэва Кадис в городе Ла-Асунсьон.